# Viloparken
Viloparken est un parc public situé dans le quartier d'Enskededalen à Stockholm en Suède. 

## Description
Le Viloparken est un parc naturel d'Enskededalen, dans le sud de Stockholm. 
Dans le parc Viloparken, se trouvent la maison de retraite Hemmet för gamla et l'ancienne école de Skarpnäck.

## Histoire
Le parc, avant qu'il porte unnom, a été mentionné pour la première fois sur un plan de ville (Pl 328) signé par Per-Olof Hallman en avril 1924. 
Une zone naturelle y a été réservée aux loisirs et au repos des pensionnaires de la maison de retraite et des résidents qui allaient bientôt emménager dans leurs petits chalets nouvellement construits. 
À travers la zone verte, dans une direction nord-sud, une zone ferroviaire a été réservée pour une future ligne de tramway vers Skarpnäcksfältet, qui deviendrait éventuellement le principal aéroport de Stockholm. La ligne de tramway n'a jamais été réalisée car le principal aéroport a été construit à Bromma, il est aujourd'hui l'aéroport de Stockholm-Bromma.
Le parc a été en grande partie laissé dans son état naturel, seuls quelques sentiers y ayant été construits.
À la fin des années 1920, la superficie du parc a diminué lorsque l'école primaire de Skarpnäck a été construite dans sa partie sud-est. 
Dans les années 1940, il y avait un pavillon de musique dans la partie ouest du parc.
La Société des Rhododendrons de Stockholm a déployé des efforts importants à Viloparken dans les années 1940 en plantant de nombreux rhododendrons.
Le parc a été encore réduit par le développement résidentiel dans sa partie sud.
Aujourd'hui, le parc est en grande partie délimité par la voie Elisabet Olins väg au nord, par la Sara Moræas väg à l'est, par Kärrtorpsvägen et l'ancienne école de Skarpnäck au sud-ouest et par la maison de retraite et les maisons de l'îlot urbain De gamlas vänner. 
En 2017, le parc a été rénové grâce à la plantation de rhododendrons et la création de nouveaux espaces de détente.

## Galerie

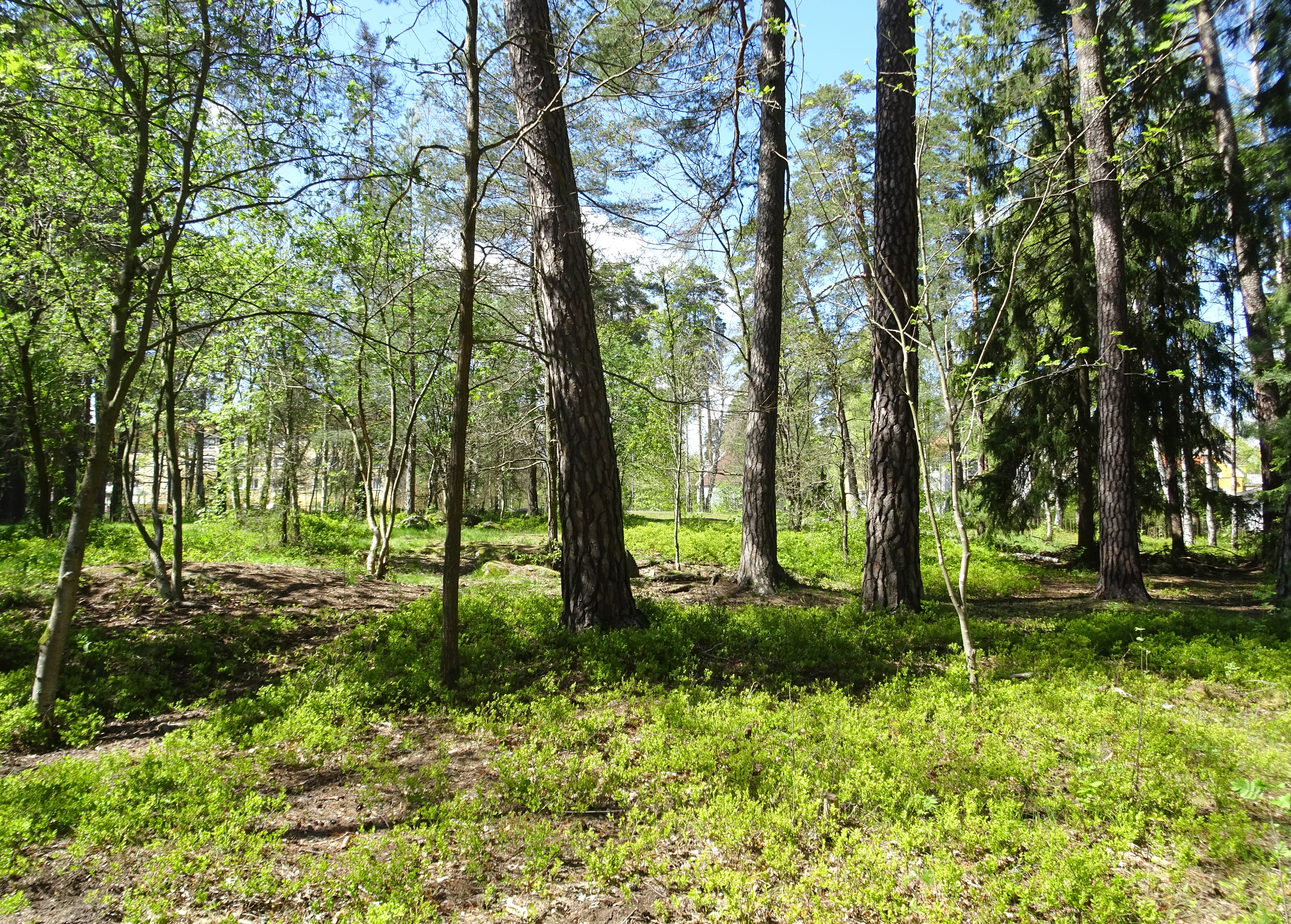
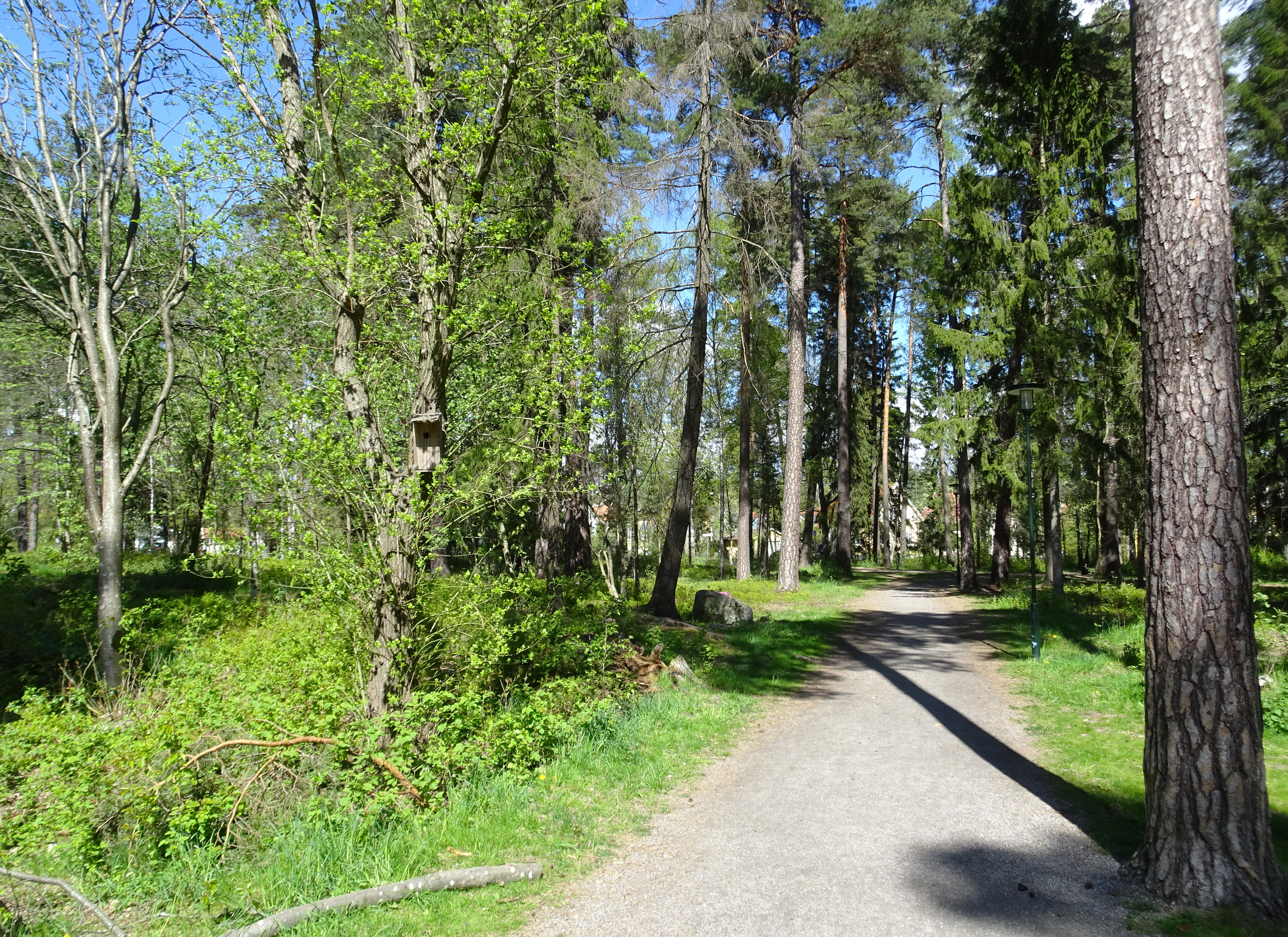
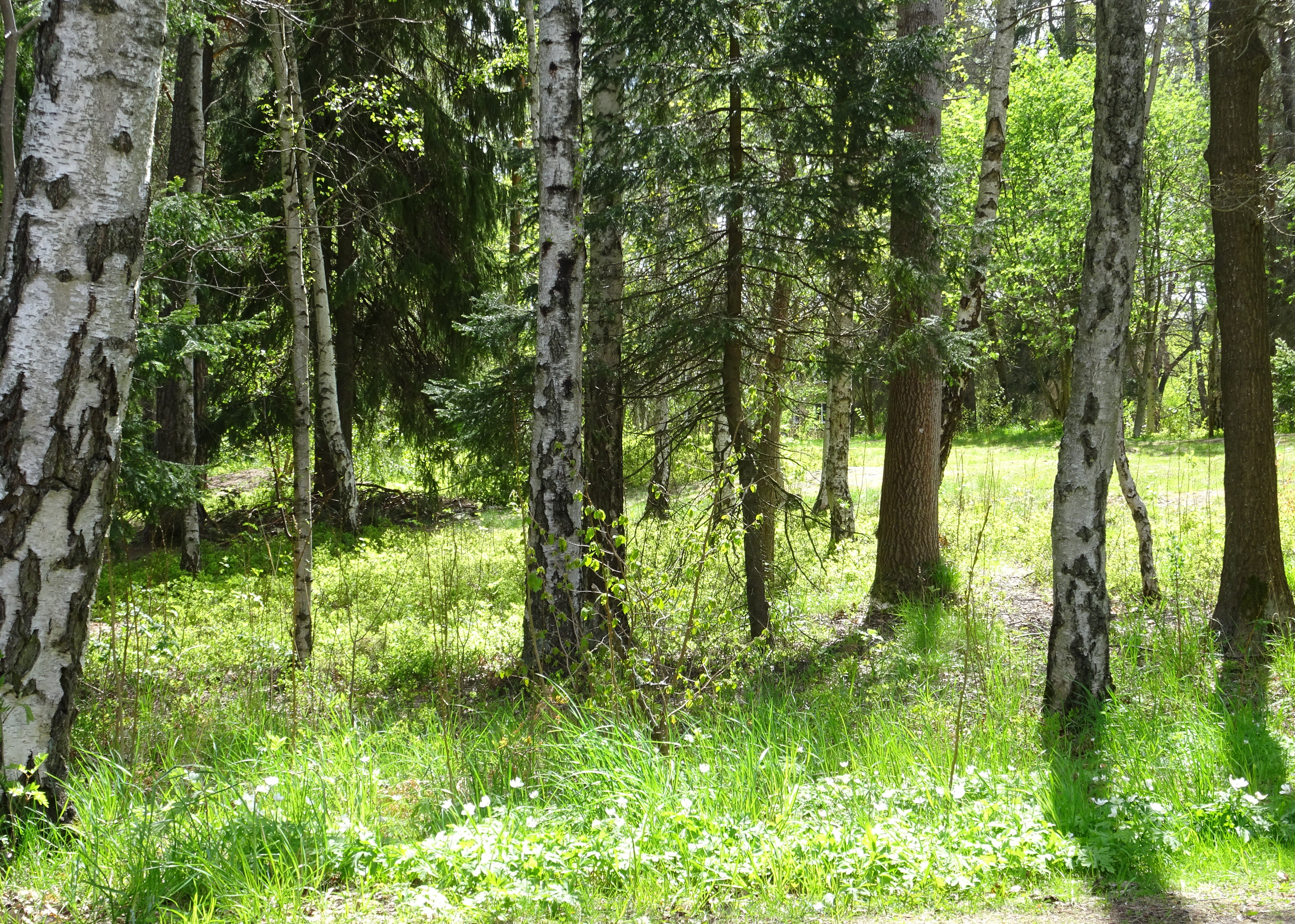
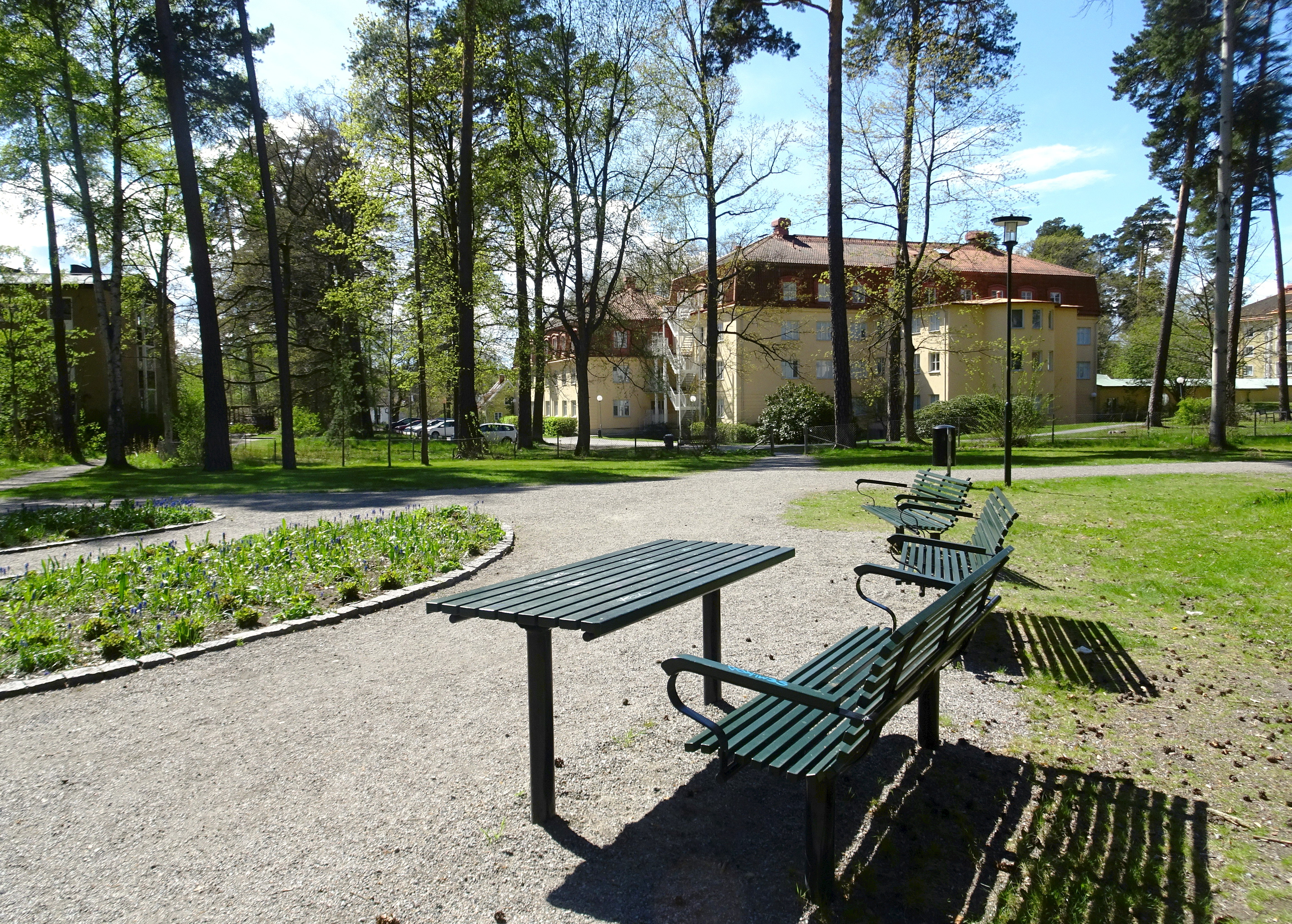